# أهم الحملات الاستطلاعية بعد عصر الاستكشاف
استمرت الاستكشافات الرئيسية للأرض بعد عصر الاستكشاف. بُنيت السفن بشكل جيد في فترة أوائل القرن السابع عشر، وأبحرت بقيادة الملاحين الذين تمكنوا من السفر إلى أي مكان تقريبًا على هذا الكوكب عبر البحار. اكتشف المستكشفون الهولنديون مثل ويليام جانسون وآبل تاسمان سواحل أستراليا في القرن السابع عشر. استكشفت البعثات الإسبانية المُنطلقة من بيرو، المنطقة الجنوبية من المحيط الهادئ، ومجموعة من الأرخبيلات مثل فانواتو وجزر بيتكيرن. مُنح لويس فايز دي تورريس حق دخول سواحل غينيا الجديدة وجزر سليمان، بل واكتشف المضيق الذي يحمل اسمه. رسمت البعثة الاستكشافية التابعة للبحرية الأوروبية خرائط السواحل الغربية والشمالية لأستراليا، ولكن الساحل الشرقي هذه الخرائط أكثر من قرن لترى النور. رسم المستكشف البريطاني جيمس كوك في القرن الثامن عشر خريطةً مَثَّلّت مناطق كبيرة من بولنيزيا، وسافر أيضًا إلى مناطق شمالية مثل ألاسكا وإلى مناطق جنوبية مثل الدائرة القطبية الجنوبية. أصبحت منطقة المحيط الهادئ في أواخر القرن الثامن عشر محط اهتمام مستمر، إذ وصلت البعثات الإسبانية إلى سواحل كولومبيا البريطانية الشمالية وألاسكا، تلتها فيما بعد البعثات الأوروبية الشمالية.
استغرقت الرحلات إلى القارات وقتًا أطول، إذ وصلت إلى مراكز الأمريكيتين بحلول منتصف القرن السادس عشر، على الرغم من وجود مناطق غير مستكشفة حتى فترة القرنين الثامن والتاسع عشر. لم يستكشف الأوروبيون أقصى المناطق الداخلية لأستراليا وإفريقيا حتى منتصف القرن التاسع عشر وأوائل القرن العشرين، وذلك بسبب عدم وجود الإمكانات التجارية، بالإضافة لوجود مشاكل خطيرة تتجسد بانتشار الأمراض المدارية السارية في دول مثل أفريقيا جنوب الصحراء الكبرى. استُكشف الجزء الجنوبي من القارة القطبية الجنوبية أخيرًا، إذ وصل المستكشفون إلى القطبان الشمالي والجنوبي في القرن العشرين.

## استكشاف جيمس كوك للمحيط الهادئ (1768-1779)
قضى المستكشف البريطاني جيمس كوك -أول من رسم خريطة لجزيرة نيوفندلاند في شمال المحيط الأطلسي- عشرات السنين في المحيط الهادئ، إذ قدم للمنطقة مساهمات كبيرة في مجال المعرفة الأوروبية، فقد كان رسمه الدقيق للمخططات الملاحية التي تُبين مساحات المحيط الواسعة إنجازًا كبيرًا.
قام كوك بثلاث رحلات إلى المحيط الهادئ، بما في ذلك أول اتصال أوروبي بالساحل الشرقي لأستراليا وجزر هاواي (على الرغم من أن التراث الشفوي يشير إلى رحلة استكشافية إسبانية سابقة حققت ذلك الاتصال)، بالإضافة إلى أول ملاحة دورانية مسجلة حول نيوزيلندا.
يُعتبر كوك أول أوروبي تمتع باتصالات واسعة مع مختلف شعوب المحيط الهادئ، بل واستنتج بشكل دقيق وجود علاقة تربط بين جميع الشعوب القاطنة على سواحل المحيط الهادئ، وذلك على الرغم من فصلهم بمسافة آلاف الأميال من مياه المحيط. استُدل تاريخيًا في كثير من الأحيان على بداية استعمار منطقة ما في نيوزيلندا بمجرد قدوم كوك إليها. افترض جيمس أيضًا أن البولنيزيين قد نشؤوا في آسيا، الأمر الذي أثبت صحته لاحقًا العالم بريان سايكس.
صاحب كوك العديد من العلماء الذين أضافت ملاحظاتهم واكتشافاتهم أهمية لرحلاته الاستكشافية، إذ رافقه اثنان من علماء النبات في رحلته الأولى، وهما الإنجليزي جوزيف بانكس والسويد دانيال كارل سولاندر، ورصد العالمان معًا أكثر من 3000 نوع من النباتات. أصبحت البنوك البريطانية، بناءً على ملاحظات كوك الشخصية، واحدة من أقوى المُشجعين لتسوية أوضاع أستراليا بالنسبة لبريطانيا. ورُوفق كوك أيضًا من قبل الفنانين. أكمل سيدني باركنسون 264 رسمًا قبل وفاته في زمن قريب من نهاية رحلته الأولى؛ كانت هذه الرسمات ذات قيمة علمية كبيرة بالنسبة لعلماء النبات البريطانيين. ضمت بعثة كوك الثانية الفنان ويليام هودجز، الذي أنتج لوحات فنية رائعة لطبيعة تاهيتي، وجزيرة القيامة ومواقع أخرى.

### رسم الخرائط والقياس
يلزم معرفة خطوط الطول والعرض الجغرافية من أجل إنشاء خرائط دقيقة. استطاع الملاحون العمل بدقة على مدى القرون السابقة من خلال قياس زاوية الشمس أو النجم فوق الأفق باستخدام أدوات مثل الباكستاف أو الربع. يُعتبر قياس خط الطول الأصعب في القياس بدقة، لأنه يتطلب معرفة دقيقة بالفارق الزمني بين مواقع النقاط على سطح الأرض. تدور الأرض كل يوم 360 درجة كاملة حول نفسها بالنسبة للشمس، وبالتالي فإن خط الطول يتزامن مع الوقت على النحو التالي: 15 درجة كل ساعة، أو درجة واحدة كل 4 دقائق.
جمع كوك قياسات دقيقة لخطوط الطول أثناء رحلته الأولى، بمساعدة الفلكي تشارلز جرين، وباستخدام جداول التقويم الملاحي المنشورة حديثًا، وذلك من خلال طريقة قياس المسافة القمرية - قياس المسافة الزاوية من القمر إلى الشمس أثناء النهار أو خلال ساعة من ساعات الليل الثمانية ساطعة النجوم- المُستخدمة لتحديد الوقت في المرصد الملكي في غرينتش، ومقارنته بالتوقيت المحلي في منطقته، والذي يُحدد عبر قياس ارتفاع الشمس أو القمر أو النجوم. استخدم كوك في رحلته الثانية الكرونومتر (K1) الذي صنعه لاركوم كيندال، باعتباره إحدى نسخ ساعة (H4) التي صنعها جون هاريسون، والتي أثبتت أنها أول ساعة احتفظت بتوقيتها الدقيق في البحر، عندما استُخدمت في رحلة السفينة ديبتفورد المتوجهة إلى جامايكا في عام (1761 - 1762).

## المسوحات العلمية في أمريكا الوسطى والمحيط الهادئ

### آلكسندر فون هومبولت (1799 - 1804)
سافر عالم الطبيعة والمستكشف الألماني ألكسندر فون هومبولت بين عامي (1799 و 1804) إلى مختلف مناطق أمريكا اللاتينية، تحت حماية ملك إسبانيا كارلوس الرابع. هدف هومبولت إلى دراسة كيفية تفاعل قوى الطبيعة مع بعضها البعض ومعرفة وحدة الطبيعة. قد تُعتبر بعثته حجر الأساس لعلوم الجغرافيا الطبيعية والأرصاد الجوية، إذ استكشفت بعثته هذه العلوم ووصفتها بطريقة علمية حديثة لأول مرة.
وصف فون هومبولت نتيجة لاستكشافاته، العديد من المعالم الجغرافية وأنواع الحياة التي لم تكن معروفة حتى الآن للأوروبيين، بل وكان عمله الكمي في الجغرافيا النباتية حجر الأساس في مجال الجغرافيا الحيوية. ابتكر فون في عام 1817 وسائل لمقارنة الظروف المناخية لمختلف البلدان من خلال تحديد «الخطوط متساوية درجة الحرارة»، واكتشاف القانون الأكثر تعقيدًا الذي يحكم الاضطرابات الجوية في خطوط العرض العليا؛ إذ اكتشف أن شدة المجال المغناطيسي للأرض تنخفض كلما اتجهنا من القطبين نحو خط الاستواء. أظهرت دراسته المثيرة للاهتمام للبراكين في العالم الجديد، أن البراكين تقع بشكل طبيعي في مجموعات خطية، من المفترض أنها تتوافق مع الشقوق الواسعة تحت الأرضية، وقد أوضح أيضًا في دراسته الأصل البركاني للصخور. يُعد أحد الأوائل الذين اقترحوا أن الأراضي المتاخمة للمحيط الأطلسي (أمريكا الجنوبية وأفريقيا بشكل خاص) كانت أرضًا مكونة من قطعة واحدة. نُشرت تفاصيل ونتائج رحلة هومبولت في مجموعة مكونة من 30 مجلدًا على مدى 21 عامًا، وهي روايته الشخصية عن الرحلات التي قام بها إلى المناطق الاستوائية في القارة الجديدة.